# Антациди

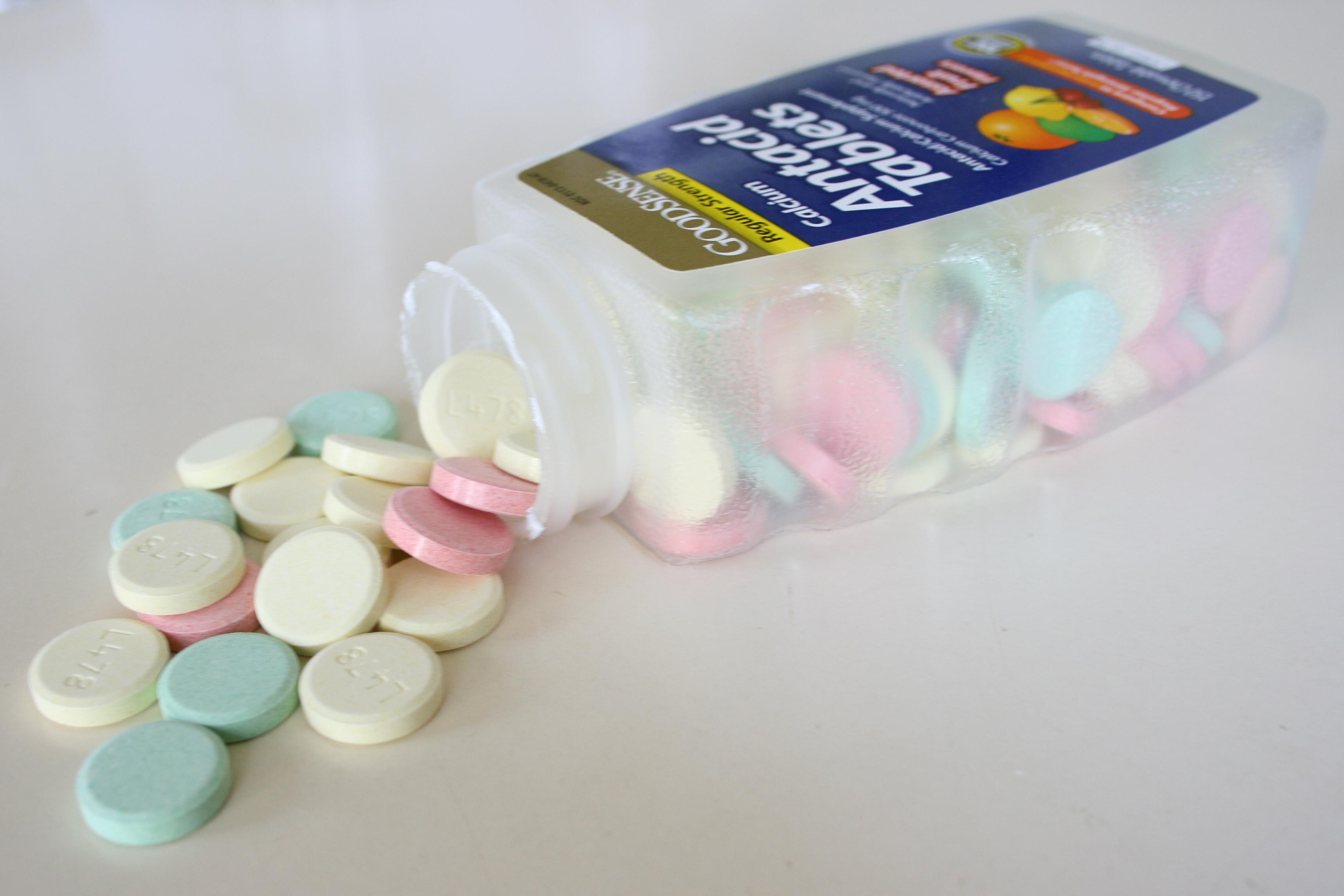
Пляшка антацидних таблеток.

Антаци́ди — група медичних препаратів, зазвичай лужних, що нейтралізують кислотність шлункового соку. Фактично, антациди беруть участь в реакції нейтралізації, тобто вони утворюють буферний розчин з соляною кислотою шлункового соку, піднімаючи значення pH.
Основне застосування — пригнічення болі у шлунку, викликаної контактом шлункового соку з нейронами слизової оболонки. Це трапляється, коли нервові клітини оголені, а не захищені шаром слизу, як це буває у випадку пептичної виразки та деяких інших хвороб травного тракту, що викликають підвищену кислотність.
До простих антацидів відноситься звичайна сода, що має виражені лужні властивості. Проте, нейтралізуючи соляну кислоту в шлунку, вона швидко закінчує свою дію. Крім того, до складу соди входить багато натрію, отримання якого у великих кількостях одночасно шкідливо для серцево-судинної системи. Тому препарати, що випускаються фармацевтичними компаніями, зазвичай містять інші речовини, зокрема алюміній і магній. Є антациди, до складу яких входить вісмут. Крім дії по підвищенню pH, вони мають додатковий ефект перешкоджання розмноженню бактерії H. pylori, яка є одним з головних факторів розвитку гастриту і виразки. Антацидні препарати зазвичай мають консистенцію густого гелю або порошку, який при розчиненні перетворюється на гель. Вони обволікають стінку шлунку, тривалий час перешкоджаючи дії кислоти на слизову оболонку. Антациди в цілому відносно безпечні препарати, значне використання будь-якого з них приводить до дисбалансу електролітів організму. Крім того, магній має деяку послаблювальну дію, а алюміній — може викликати запор, тому тривале використання цих препаратів може викликати проблеми з травленням.